# Dielsiochloa floribunda
Dielsiochloa floribunda är en gräsart som först beskrevs av Pilg., och fick sitt nu gällande namn av Pilg.. Dielsiochloa floribunda ingår i släktet Dielsiochloa och familjen gräs. Inga underarter finns listade i Catalogue of Life.